# 栄樹院
栄樹院（えいじゅいん、文化2年1月23日（1805年2月22日） - 安政5年9月10日（1858年10月16日））は、薩摩藩主・島津斉彬の正室。父は一橋徳川家当主・徳川斉敦、母は於弥与（樋口氏）。恒姫と名乗った。

## 生涯
文化9年（1812年）に島津斉彬と婚約、文化12年（1815年）に江戸高輪の島津邸に入る。文政9年（1826年）、当時世子だった斉彬に嫁ぐ。
嫡子を産んでいるがことごとく夭折しており、お由羅騒動や天璋院輿入れに影響した。
安政5年（1858年）に斉彬が死去すると、それを追うように2か月後に亡くなった。享年54。

## 登場作品
- 『篤姫』（2008年・NHK大河ドラマ）演：余貴美子